# 大宮通り

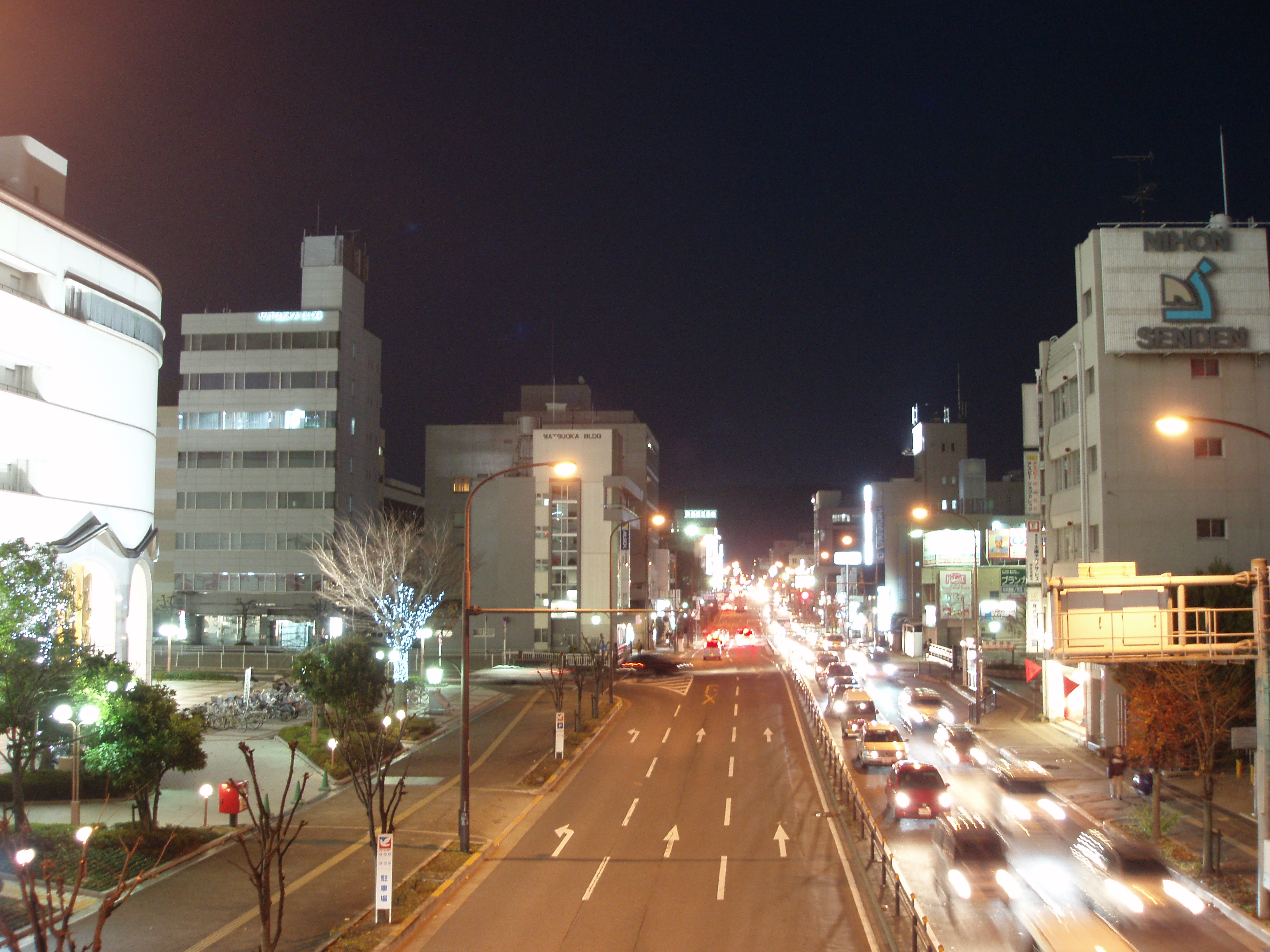
大宮通りの夜景

大宮通り（おおみやどおり）は、奈良県奈良市にある街路。奈良市の東西のメインストリートであり、奈良市宝来町から近鉄奈良駅前まで至る。途中の二条大路南1丁目交差点を境に、東側は一般国道369号、西側は主要地方道奈良生駒線
となっている。
なお、宝来町より西は阪奈道路、近鉄奈良駅以東は登大路と名を変える。
本稿では、登大路についても記す。

## 概要
大阪と奈良を結ぶ幹線である阪奈道路は、1958年（昭和33年）12月25日に開通した当初は三条通りと接続していた。
しかし、阪奈道路の規模に対して、三条通りはあまりに狭く、渋滞は不可避であった。また、同時に大阪万国博覧会開催に向けて、近鉄奈良線の地下化が進められていた。
近鉄奈良線地下化事業とリンクして、登大路の拡張及び奈良県主要地方道2号大阪生駒奈良線の大宮道路（現在の大宮通り）建設が計画され、1969年（昭和44年）に開通した。
1971年から1977年に二条大路南2丁目交差点で交差する国道24号（奈良バイパス）が開通し、奈良市の交通事情は一変することになる。
開通当初は、国鉄（現在のJR）関西本線以西の大宮通り沿いは田畑が広がる田園地帯であった（いくつか集落はあった）が、近鉄奈良線に新大宮駅が開業すると、付近は新都心として発展し、市役所が旧市街より移転するとその傾向に拍車がかかり、オフィスや商業施設、百貨店などが林立することとなった。特に、金融機関の集積が目立つ。また、二条大路南1丁目交差点以西もロードサイドショップ等で賑わっている。
元々渋滞緩和のために建設された大宮通りであったが、急速なモータリゼーションには対応しきれず、最近では慢性的に宝来町から二条大路南1丁目交差点までが渋滞していた。このため、新たに宝来町から三条大路にかけての区間（大宮道路）を、片側2車線の高架道路を含む片側4車線の道路に拡幅し、さらに片側2車線に拡幅した三条通りに接続する道路も建設された。これにより、阪奈道路で奈良市内に向かう車両は大宮通りと三条通りの両方からアクセスできるようになった。

## 登大路
登大路（のぼりおおじ）は、奈良県奈良市にある街路。近鉄奈良駅より奈良公園を東西に横断して春日大社に至る。

## 沿道施設
- 朱雀門

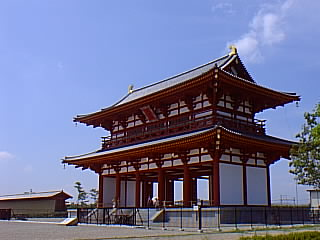
朱雀門

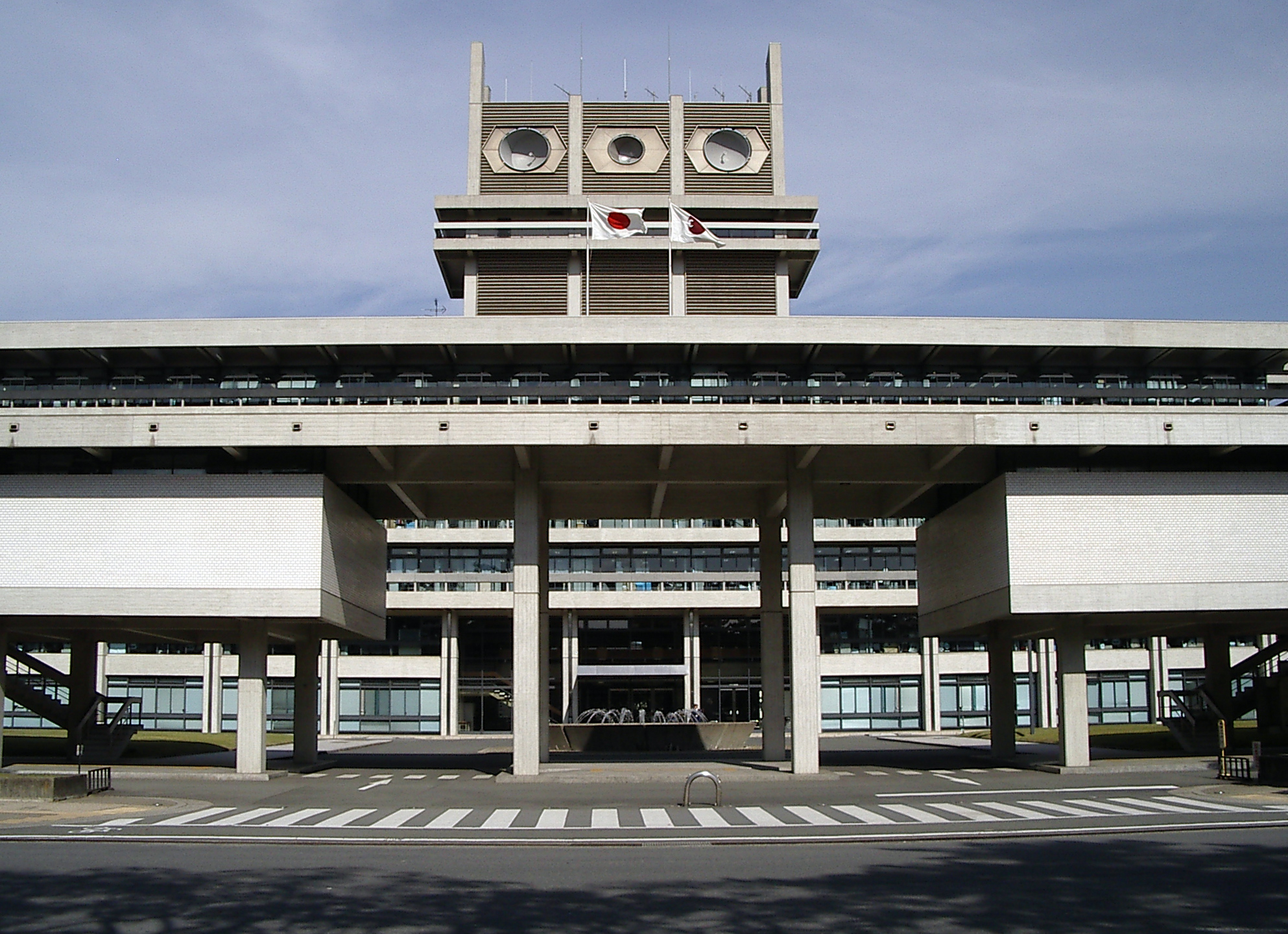
奈良県庁

- 平城京左京三条二坊宮跡庭園（旧史跡文化センター）
- ミ・ナーラ（旧イトーヨーカドー奈良店（旧・奈良そごう））
- 奈良市役所
- フコク生命奈良支社
- ラウンドワン奈良店（2018年（平成30年）4月8日（日）24時閉店、2018年（平成30年）07月27日（金）ミ・ナーラ内にラウンドワンスタジアム 奈良 ミ・ナーラ店が開店）
- 奈良信用金庫大宮支店
- AIG損害保険奈良支店
- 朝日生命奈良支社
- 損害保険ジャパン奈良支社・奈良中央支社
- 東京海上日動火災保険奈良支社
- 南都銀行大宮支店
- 奈良市立大宮小学校
- 近鉄奈良線 新大宮駅
- 国土交通省近畿地方整備局奈良国道事務所
- 奈良中央郵便局
- 近畿労働金庫奈良支店
- 大同生命奈良支社
- 明治安田生命奈良支社
- 近鉄奈良線 近鉄奈良駅
- 春日ホテル
- 登大路ホテル
- 奈良地方裁判所
- 奈良県庁
- 奈良県警察本部
- 興福寺
- 国際奈良学セミナーハウス
- 奈良国立博物館本館・新館
- 東大寺門前夢風広場[3]
- 東大寺南大門（奥に中門、大仏殿が続く）
- 奈良県新公会堂
- 春日大社